# Hières-sur-Amby
Hières-sur-Amby är en kommun i departementet Isère i regionen Auvergne-Rhône-Alpes i sydöstra Frankrike. Kommunen ligger i kantonen Crémieu som tillhör arrondissementet La Tour-du-Pin. År 2022 hade Hières-sur-Amby 1 198 invånare.

## Befolkningsutveckling
Antalet invånare i kommunen Hières-sur-Amby
Referens:INSEE